# The Anglo-African (Lagos)

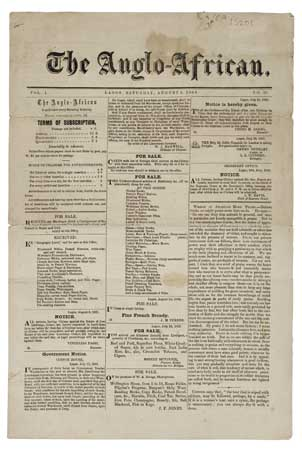
Tờ số 10 của The Anglo-African ngày 8 tháng 8 năm 1863

The Anglo-African là một tờ báo được xuất bản tại Thuộc địa Lagos của Anh từ năm 1863 đến năm 1865, được thành lập bởi Robert Campbell, một người di cư người Mỹ gốc Jamaica. Ông đã sử dụng một máy in mang từ Hoa Kỳ để xuất bản tờ báo, nó là một phần của kế hoạch giải quyết vấn đề chỗ ở cho người di cư da đen. Tờ báo đã bị phản đối và bị đánh thuế bởi thống đốc người Anh là Henry Stanhope Freeman.